# John Buckland Wright

Metamorphosis 2 (1938); Holzschnitt

John Buckland Wright (* 3. Dezember 1897 in Dunedin, Neuseeland; † 27. September 1954 in London) war ein britischer Grafiker, Maler und Zeichner. Wright war Autodidakt und arbeitete hauptsächlich als Radierer und Graveur.

## Leben und Werk
Buckland Wright wurde in Neuseeland als drittes von vier Kindern geboren. Als er fünf war, kam sein Vater bei einem Unfall ums Leben. Drei Jahre später zog die Familie zunächst in die Schweiz, wo er zur Schule ging und Französisch lernte. Bald darauf zog die Familie nach Großbritannien. Nachdem seine Mutter wieder geheiratet hatte, wuchs Buckland Wright bei seinen Großeltern auf.
Bei Ausbruch des Ersten Weltkrieges 1914 meldete sich der noch nicht ganz 17-Jährige freiwillig zum Militär, wurde aber wegen starken Stotterns abgelehnt. 1916 gelang es ihm jedoch, in eine Sanitätseinheit aufgenommen zu werden.
Nach Kriegsende begann Buckland Wright ein Architekturstudium in Oxford, das er in London fortsetzte. Er entschied sich jedoch lieber Künstler als Architekt zu werden. 1921 lebte er in Belgien und war ab 1925 Mitglied der Gravure Originale Belge sowie der Xylographes Belges. In Großbritannien gehörte er der Society of Wood Engravers und The London Group an.
In den 1930er Jahren lebte und arbeitete Buckland Wright in Paris. In dieser Zeit stand er in engem Kontakt zu Stanley William Hayter und dem von ihm gegründeten Atelier 17. Es folgten erste Einzelausstellungen seiner Werke in Großbritannien und auf dem europäischen Kontinent.
Nach dem Ende des Zweiten Weltkrieges war John Buckland Wright zwischen 1947 und 1950 in London Mentor der dort lebenden türkischen Künstlerin Aliye Berger. 1948 war er britischer Teilnehmer der in London stattfindenden  Olympischen Sommerspiele in der Sparte Kunstgewerbe.
Ab 1948 war er Dozent an der Camberwell School of Arts and Crafts und ab 1953 an der Slade School of Fine Art. 1953 veröffentlichte er sein Buch Etching and Engraving. Techniques and the Modern Trend.
John Buckland Wright war mit Mary Buckland Wright (1907–1976) verheiratet. Aus der Ehe ging der Sohn Christopher Buckland Wright hervor.